# Hiperparásito

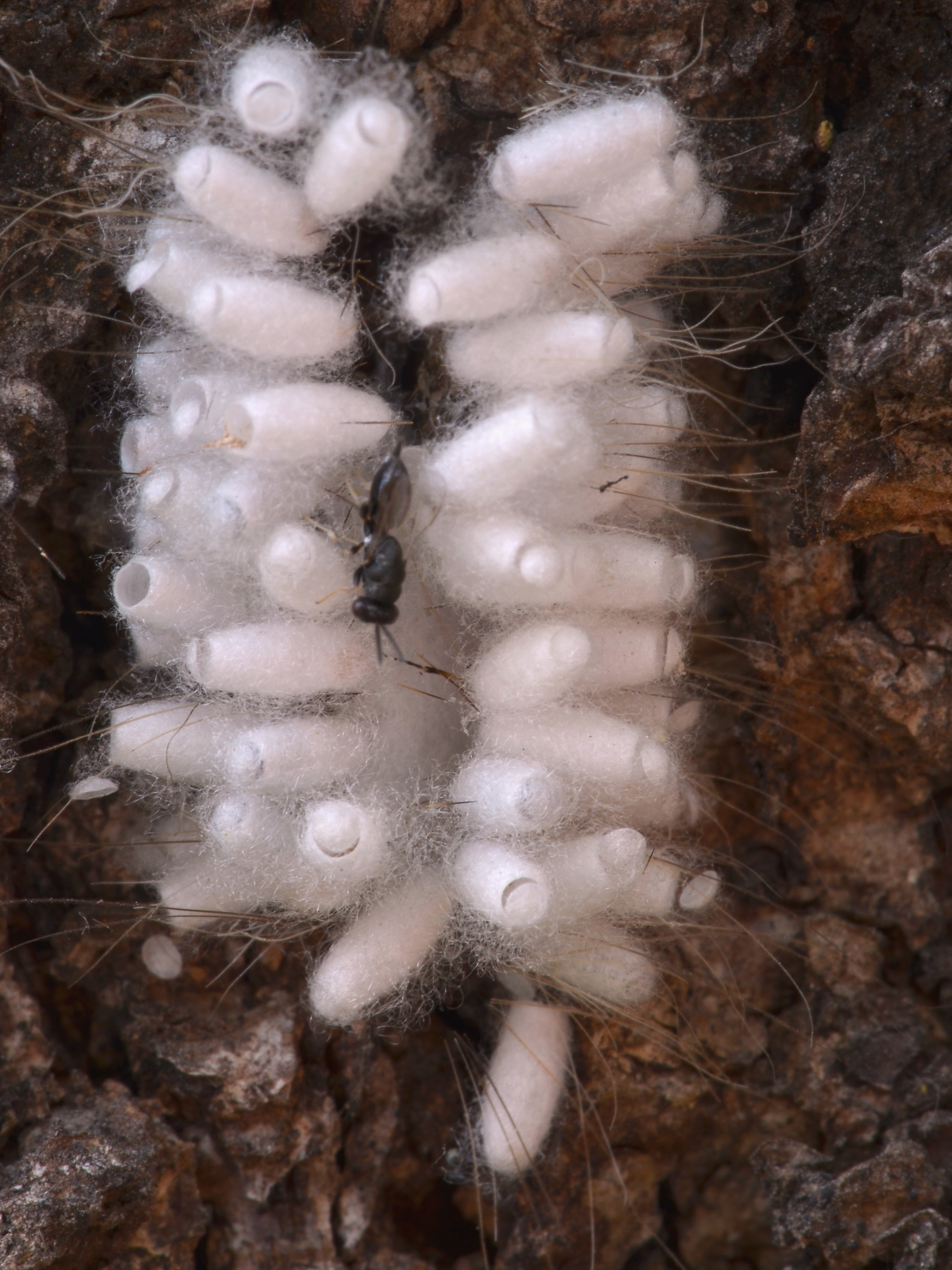
Avispa calcidoide parásita (Pteromalidae) en los capullos de su huésped, una avispa bracónida de la subfamilia Microgastrinae, que a su vez es un parasitoide de Lepidoptera

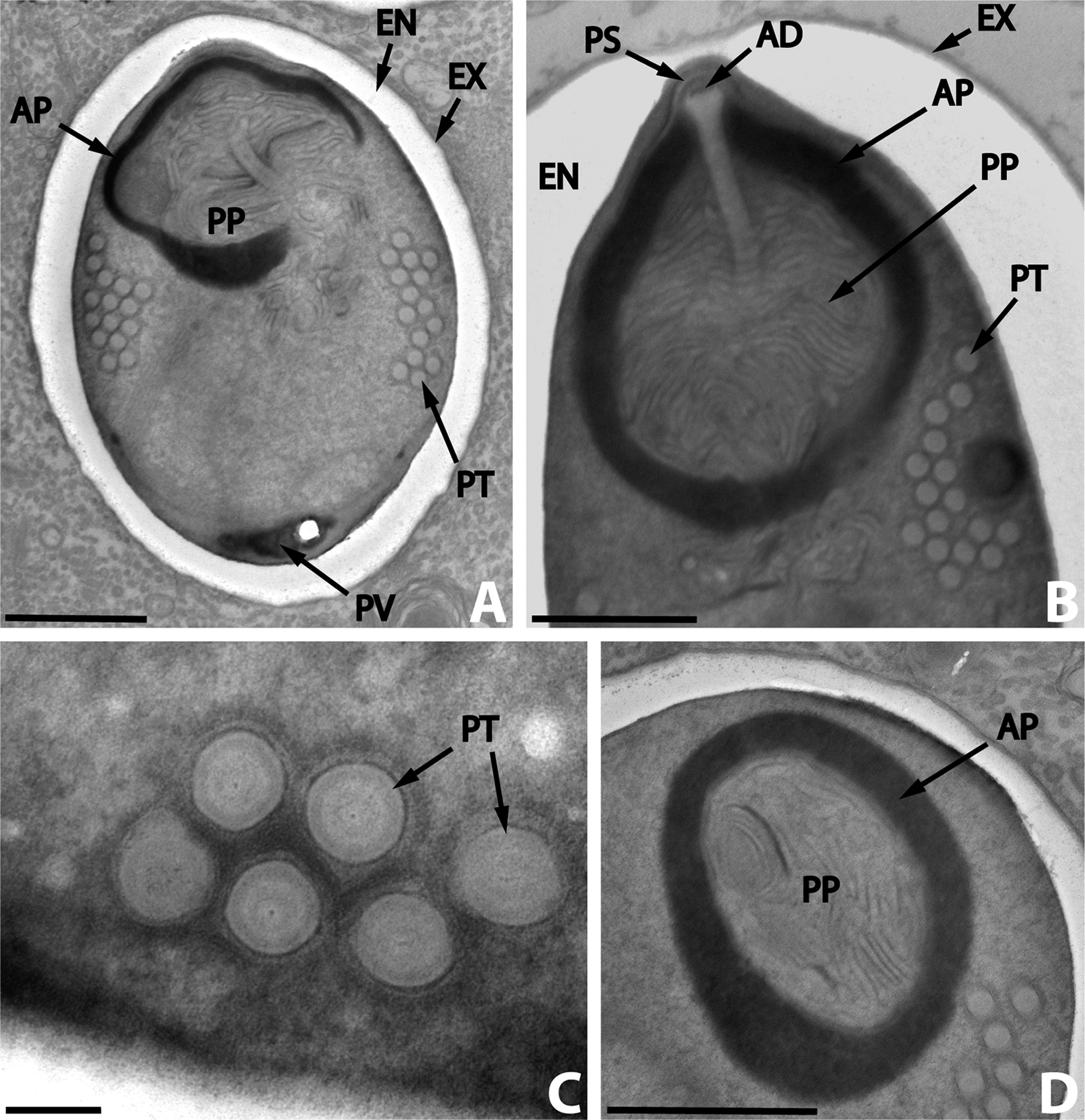
Un microsporidio parasítico Nosema podocotyloidis, que parasita a Podocotyloides magnatestis, un parásito del pez Parapristipoma octolineatum

Un hiperparásito es un parásito cuyo huésped es a su vez un parásito, a menudo específicamente un parasitoide. Los hiperparásitos más numerosos se encuentran entre las avispas  Apocrita del orden Hymenoptera y en otros dos órdenes de insectos,  Diptera (moscas) y Coleoptera (escarabajos). Hay muchas especies en 17 familias de Hymenoptera y unas pocas especies de moscas y escarabajos que son hiperparásitos. El hiperparasitismo se desarrolló a partir del parasitismo primario que había evolucionado en el período Jurásico en Hymenoptera. El hiperparasitismo intriga a los entomólogos por su relación multidisciplinaria que incluye evolución, ecología, control biológico, taxonomía y modelos matemáticos.

## Ejemplo
Los ejemplos más comunes son insectos que depositan sus huevos dentro o cerca de las larvas de parasitoides, que a su vez están parasitando los tejidos de sus huéspedes, generalmente las larvas de insectos.
Un caso bien estudidado es el de la mariposa blanquita de la col (Pieris rapae), una plaga de las hortalizas como el repollo y los nabos del género Brassica. Sus larvas son parasitadas por las avispas Cotesia glomerata y C. rubecula, las que a su vez son parasitadas por la avispa Lysibia nana.
Ciertas plantas emiten sustancias volátiles como defensa en contra de herbívoros. Estas sustancias atraen avispas parasíticas, que a su vez atacan a los herbívoros. Se conocen hiperparasitoides que encuentran a sus víctimas (las avispas parásitas) por medio de esencias volátiles producidas por las orugas que están siendo atacadas por dichas avispas. Las pupas de muchos parasitoides primarios son atacadas por especies de hiperparasitoides.

## Número de niveles
Puede haber niveles secundarios de hiperparasitismo, especialmente entre parasitoides facultativos. Se han observado tres niveles en hongos (especialmente en un hongo de un hongo de un hongo de un árbol). En las agallas de los robles se pueden encontrar cinco niveles de parasitismo.

## Efectos en las presas
Los hiperparásitos pueden controlar las poblaciones de sus huéspedes y son usados con  ese fin como controles biológicos de ciertas plagas de la agricultura y también en cierta medida en medicina. Sus efectos se pueden ver en la forma en que el virus CHV1 ayuda a controlar el daño causado a los castaños por la plaga  Cryphonectria parasitica (cancro del castaño). En este caso, el bacteriófago controla la infección bacteriana. Es posible que en el futuro muchas enfermedades y plagas de la agricultura, causadas por microorganismos puedan ser controladas por hiperparásitos.